# Spazio iperbolico

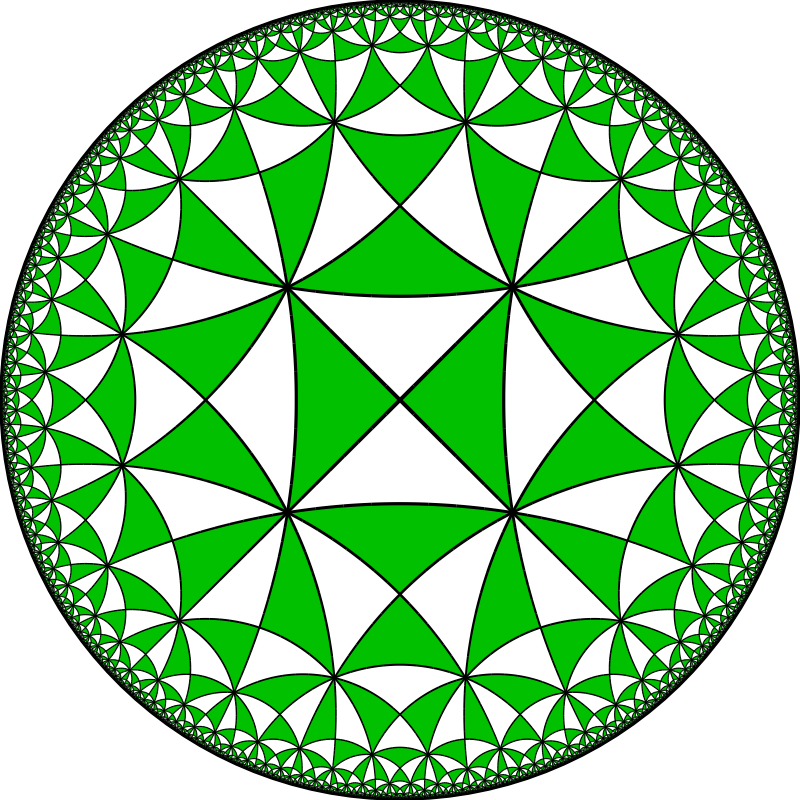
Una tassellazione del piano iperbolico tramite triangoli.

In matematica, lo spazio iperbolico è uno spazio introdotto indipendentemente dai matematici Bolyai e Lobachevsky nel XIX secolo, su cui è definita una particolare geometria non euclidea, detta geometria iperbolica. Si tratta dell'esempio più importante di geometria non euclidea, assieme alla geometria ellittica.
Lo spazio iperbolico ha dimensione arbitraria {\displaystyle n} ed è indicato con {\displaystyle \mathbb {H} ^{n}}. Può essere realizzato tramite vari modelli equivalenti, quali ad esempio il disco, il semispazio di Poincaré o il modello dell'iperboloide. Come nella geometria euclidea, gli spazi più studiati sono il piano iperbolico {\displaystyle \mathbb {H} ^{2}} e lo spazio iperbolico tridimensionale {\displaystyle \mathbb {H} ^{3}}.

## I modelli
Lo spazio iperbolico {\displaystyle \mathbb {H} ^{n}} è un particolare spazio, su cui è definita una geometria che soddisfa i primi 4 assiomi di Euclide ma non il quinto. La geometria presente in questo spazio è detta iperbolica. 
Il numero {\displaystyle n} indica la dimensione dello spazio iperbolico. In ogni dimensione {\displaystyle n}, lo spazio iperbolico può essere realizzato da differenti modelli, tutti equivalenti. 

### Modello del disco

Tre rette incidenti nel modello del disco. Una retta è un arco di circonferenza (o segmento) ortogonale al bordo.

Nel modello del disco di Poincaré, lo spazio iperbolico è la palla {\displaystyle n}-dimensionale
{\displaystyle B^{n}=\{x\in \mathbb {R} ^{n}\ |\ |x|<1\}.}
Per {\displaystyle n=2}, questo è il cerchio di raggio unitario centrato nell'origine del piano cartesiano, senza la circonferenza di bordo. 
Una retta nel disco di Poincaré è un arco di circonferenza, oppure un segmento, che interseca il bordo {\displaystyle \partial B^{n}} della palla {\displaystyle B^{n}} ortogonalmente in due punti. Due "rette" che si intersecano in un punto formano un angolo, e la sua ampiezza è pari all'angolo formato dalle tangenti.

### Modello del semispazio
Nel modello del semispazio di Poincaré, lo spazio iperbolico è il semispazio
{\displaystyle \{(x_{1},\ldots ,x_{n})\in \mathbb {R} ^{n}\ |\ x_{n}>0\}.}
Come nel modello del disco, le rette iperboliche sono gli archi di circonferenza e le rette ortogonali al bordo. In questo modello, il bordo è l'iperpiano orizzontale {\displaystyle x_{n}=0}.

### Modello di Klein

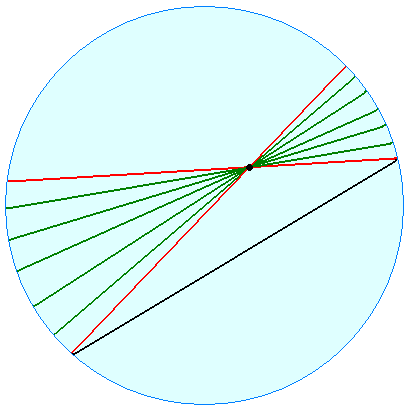
Il V postulato della geometria iperbolica nel modello di Klein.

Nel modello di Klein lo spazio iperbolico è (come nel modello del disco) l'insieme dei punti interni ad un cerchio {\displaystyle C}. Le rette sono però segmenti veri e propri: la maggiore semplicità nel descrivere le rette viene però pagata nella descrizione degli angoli, che sono distorti rispetto agli angoli euclidei: l'angolo formato da due rette non è quello euclideo, ma dipende da questo tramite una formula opportuna.
La distanza fra due punti {\displaystyle P} e {\displaystyle Q} interni al disco è 
{\displaystyle d(P,Q)={\frac {1}{2}}\log {\frac {|Q-A||P-B|}{|P-A||Q-B|}}}
dove {\displaystyle |R-S|} è la distanza euclidea fra i punti {\displaystyle R} e {\displaystyle S}. I punti {\displaystyle A} e {\displaystyle B} sono le intersezioni fra la retta euclidea passante per {\displaystyle P} e {\displaystyle Q} e il bordo {\displaystyle \partial B^{n}}. Il logaritmo è il logaritmo naturale. L'argomento del logaritmo è il birapporto dei quattro punti allineati.

### Modello dell'iperboloide
Nel modello dell'iperboloide, lo spazio iperbolico è l'iperboloide
{\displaystyle H={\big \{}(x_{1},\ldots ,x_{n+1})\in \mathbb {R} ^{n+1}\ {\big |}\ x_{1}^{2}+\ldots +x_{n}^{2}-x_{n+1}^{2}=-1,x_{n+1}>0{\big \}}.}
In questo modello, una retta è data dall'intersezione di {\displaystyle H} con un piano passante per l'origine di {\displaystyle \mathbb {R} ^{n+1}}. In questo contesto, è utile definire su {\displaystyle \mathbb {R} ^{n+1}} una struttura di spaziotempo di Minkowski, cioè il prodotto scalare con segnatura {\displaystyle (n,1)}:
{\displaystyle \phi {\big (}(x_{1},\ldots ,x_{n+1}),(y_{1},\ldots ,y_{n+1}){\big )}=x_{1}y_{1}+\ldots +x_{n}y_{n}-x_{n+1}y_{n+1}.}
L'insieme degli {\displaystyle x} aventi {\displaystyle \phi (x,x)=-1} ha due componenti connesse, una delle quali (quella superiore, avente {\displaystyle x_{n+1}>0}) è l'iperboloide {\displaystyle H}. La distanza fra due punti {\displaystyle P} e {\displaystyle Q} su {\displaystyle H} è definita come
{\displaystyle d(P,Q)=\operatorname {arcosh} (\phi (P,Q)).}

### Definizione univoca
La definizione più rigorosa di spazio iperbolico {\displaystyle \mathbb {H} ^{n}} è la seguente: {\displaystyle \mathbb {H} ^{n}} è l'unica varietà iperbolica completa e semplicemente connessa di dimensione {\displaystyle n}. Una varietà iperbolica è una varietà riemanniana avente curvatura sezionale costantemente {\displaystyle -1}.
Per "unica" si intende "a meno di isometrie": tutti i modelli elencati sopra sono in effetti collegati tramite isometrie, quindi definiscono concretamente la stessa varietà. Il fatto che esista un solo spazio con queste proprietà è un teorema importante in geometria differenziale.

## Sottospazi

### Geodetiche
Una geodetica è l'analogo della retta nel contesto euclideo. Nel modello del disco o del semispazio, le geodetiche sono archi di circonferenza o retta ortogonali al bordo (del disco o del semispazio). Le geodetiche hanno proprietà simili alle rette nella geometria euclidea:
1. Per ogni coppia di punti distinti passa una sola geodetica,
2. Per ogni punto e per ogni vettore tangente nel punto, esiste un'unica geodetica passante per il punto e tangente a questo vettore,
3. La geodetica che collega due punti {\displaystyle P} e {\displaystyle Q} è la curva con lunghezza minore fra tutte le curve che collegano i due punti. Questa lunghezza è proprio pari alla distanza {\displaystyle d(P,Q)}.

Le ultime due proprietà sono valide, almeno localmente, in ogni varietà riemanniana. 

### Sottospazi
Come nello spazio euclideo, in quello iperbolico sono definiti, oltre alle geodetiche, spazi di dimensione superiore, come ad esempio i piani.
Un sottospazio di {\displaystyle \mathbb {H} ^{n}} è un sottoinsieme {\displaystyle S} tale che per ogni coppia {\displaystyle P} e {\displaystyle Q} di punti in {\displaystyle S} l'intera geodetica passante per {\displaystyle P} e {\displaystyle Q} è contenuta in {\displaystyle S}.
Mentre le geodetiche esistono (almeno localmente) in ogni varietà riemanniana, i sottospazi esistono solo in varietà molto particolari, quali appunto lo spazio euclideo e quello iperbolico. Come nel caso euclideo, un sottospazio di {\displaystyle \mathbb {H} ^{n}} risulta essere isometrico a {\displaystyle \mathbb {H} ^{k}}, per qualche {\displaystyle k}. Il numero {\displaystyle k} è la dimensione del sottospazio: per {\displaystyle k=1} si ottiene una geodetica, per {\displaystyle k=2} un piano, etc.
L'intersezione di due sottospazi è sempre un sottospazio.

### Parallelismo
Lo spazio iperbolico si differenzia però nettamente da quello euclideo per la nozione di parallelismo. Dati due sottospazi {\displaystyle S} e {\displaystyle S'} disgiunti, esistono due nozioni di parallelismo ben distinte:
1. Se esiste un {\displaystyle k>0} tale che {\displaystyle d(x,x')>k} per ogni {\displaystyle x} in {\displaystyle S} e ogni {\displaystyle x'} in {\displaystyle S'}, allora i due spazi sono ultraparalleli.
2. Se non esiste un tale {\displaystyle k}, i due spazi sono asintoticamente paralleli.

Nel secondo caso, esistono successioni di punti {\displaystyle (x_{i})} e {\displaystyle (x_{i}')} in {\displaystyle S} e {\displaystyle S'} le cui distanze {\displaystyle d(x_{i},x_{i}')} tendono a zero. Questo fenomeno non si verifica negli spazi euclidei.

## Isometrie
Una isometria di {\displaystyle \mathbb {H} ^{n}} è un movimento rigido dello spazio, cioè una funzione che sposta tutti i punti dello spazio mantenendo le distanze fra questi. Le isometrie dello spazio iperbolico si comportano per molti aspetti in modo simile a quelle dello spazio euclideo. Possono inoltre essere studiate efficacemente tramite la sfera all'infinito.

### Spazio omogeneo e isotropo
Nello spazio euclideo {\displaystyle \mathbb {R} ^{n}}, esempi di isometrie sono le traslazioni e le rotazioni. Tramite queste isometrie è possibile spostare punti e rette a piacimento: la stessa proprietà vale anche nello spazio iperbolico: questo è infatti omogeneo e isotropo: i punti e le rette sono tutti indistinguibili. Più precisamente, per ogni coppia di punti {\displaystyle P} e {\displaystyle Q}, e per ogni coppia di rette {\displaystyle r} e {\displaystyle s} passanti rispettivamente per {\displaystyle P} e {\displaystyle Q}, esiste una isometria dello spazio che manda {\displaystyle P} in {\displaystyle Q} e {\displaystyle r} in {\displaystyle s}. 

### Sfera all'infinito
Nel modello del disco di Poincaré {\displaystyle B^{n}}, la sfera all'infinito dello spazio iperbolico {\displaystyle \mathbb {H} ^{n}} è il bordo {\displaystyle \partial B^{n}} del disco. Come spazio topologico, {\displaystyle {\overline {\mathbb {H} ^{n}}}} è omeomorfo al disco chiuso
{\displaystyle D^{n}=\{x\in \mathbb {R} ^{n}\ |\ |x|\leq 1\}=B^{n}\cup S^{n-1}.}
Si tratta quindi di uno spazio compatto. Il procedimento di compattificazione tramite aggiunta di "punti all'infinito" è simile al passaggio dallo spazio euclideo a quello proiettivo.

### Tipi di isometrie
Una isometria dello spazio iperbolico 
{\displaystyle f:\mathbb {H} ^{n}\to \mathbb {H} ^{n}}
si estende al bordo. Esiste cioè un unico omeomorfismo
{\displaystyle {\bar {f}}:{\overline {\mathbb {H} ^{n}}}\to {\overline {\mathbb {H} ^{n}}}}
che coincide con {\displaystyle f} all'interno del disco, cioè su {\displaystyle \mathbb {H} ^{n}}. 
Il teorema del punto fisso di Brouwer asserisce che ogni omeomorfismo del disco chiuso {\displaystyle D^{n}} in sé ha un punto fisso. Tale teorema, che non è valido sulla palla aperta {\displaystyle B^{n}}, garantisce quindi l'esistenza di un punto fisso per la funzione estesa {\displaystyle {\bar {f}}} (ma non per {\displaystyle f}). 
Una isometria {\displaystyle f} che preserva l'orientazione dello spazio iperbolico è detta:
- ellittica se ha un punto fisso in {\displaystyle \mathbb {H} ^{n}},
- parabolica se non ha punti fissi in {\displaystyle \mathbb {H} ^{n}} e ne ha uno al bordo {\displaystyle \partial \mathbb {H} ^{n}},
- iperbolica se non ha punti fissi in {\displaystyle \mathbb {H} ^{n}} e ne ha due al bordo {\displaystyle \partial \mathbb {H} ^{n}}.

Non vi sono altre possibilità oltre a quelle elencate.

### Varietà iperboliche complete
Ogni varietà iperbolica completa è ottenibile come quoziente dello spazio iperbolico per un gruppo di isometrie che agisce in modo libero e propriamente discontinuo. In particolare, una tale isometria non deve avere punti fissi in {\displaystyle \mathbb {H} ^{n}}.
Se la varietà iperbolica è orientabile, il gruppo è formato da isometrie che preservano l'orientazione. Tali isometrie sono quindi iperboliche o paraboliche (le ellittiche sono escluse perché hanno punti fissi in {\displaystyle \mathbb {H} ^{n}}). Se la varietà è compatta, tutte le isometrie sono iperboliche.

## Piano iperbolico

### Geometria iperbolica

Piano iperbolico rappresentato tramite il disco di Poincaré.

Il piano iperbolico è lo spazio iperbolico {\displaystyle \mathbb {H} ^{2}} bidimensionale. È lo spazio iperbolico più studiato, ed il primo ad essere stato introdotto storicamente, come esempio di geometria iperbolica e quindi non-euclidea. Sul piano iperbolico sono infatti validi i primi quattro assiomi di Euclide:
1. Tra due punti qualsiasi è possibile tracciare una ed una sola retta.
2. Si può prolungare una retta oltre i due punti indefinitamente.
3. Dato un punto e una lunghezza, è possibile descrivere un cerchio.
4. Tutti gli angoli retti sono uguali.

ma non è vero il quinto:
Data una qualsiasi retta {\displaystyle r} ed un punto {\displaystyle P} non appartenente ad essa, è possibile tracciare per {\displaystyle P} una ed una sola retta parallela alla retta {\displaystyle r} data.
Quest'ultimo assioma va infatti sostituito con il seguente:
Data una qualsiasi retta {\displaystyle r} ed un punto {\displaystyle P} non appartenente ad essa, è possibile tracciare per {\displaystyle P} infinite rette parallele alla retta {\displaystyle r} data.

## Spazio iperbolico tridimensionale
Lo spazio iperbolico tridimensionale {\displaystyle \mathbb {H} ^{3}} è stato oggetto di intensi studi da parte dei matematici soprattutto a partire dalla fine degli anni settanta, cioè più di un secolo dopo l'introduzione del piano iperbolico. L'improvviso interesse per lo spazio iperbolico è dovuto agli studi di William Thurston, che hanno mostrato inaspettatamente l'enorme importanza della geometria iperbolica nello studio delle varietà differenziabili di dimensione 3.